# Czerwony Rów (dopływ Pasłęki)
Czerwony Rów (Czerwony Parów, niem. Rotwasser Graben) – ciek wodny o długości 11 km w pobliżu Braniewa, lewy dopływ Pasłęki. Nazwa rzeki związana jest z brunatnoczerwoną barwą wody.

## Historia i przebieg Czerwonego Rowu
Historia Czerwonego Rowu w pobliżu Braniewa jest związana z powstaniem najstarszego młyna na Warmii w Wikielcu koło Braniewa. Przywilej dla młyna Arnolda, położonego nad Czerwoną Wodą („russa aqua”) w pobliżu miasta Braniewo, został wydany w 1294 roku. Zatem Czerwony Rów musiał istnieć tu już wcześniej. Zadaniem młyna miało być mielenie zbóż na potrzeby miasta założonego w 1254 roku. Według dokumentu z 1294 roku Arnold i Albert otrzymali młyn, w zamian za to mieli płacić biskupowi czynsz w wysokości jednej grzywny rocznie. W tym samym dokumencie napisano, że Albert sprzedał Arnoldowi swoją część, rezygnując wraz ze swą żoną i synami ze wszystkich praw do młyna oraz ziemi.
W publikacji dotyczącej historii kościoła św. Krzyża w Braniewie Georg Lühr odrębny rozdział poświęcił przebiegowi kanału młyńskiego (Czerwonego Rowu), który prowadził wodę od stawu młyńskiego (obecnie to Jezioro Piekiełko przy ul. Długiej w Braniewie), znajdującego się wówczas w miejscowości Wikielec, do rzeki Pasłęki, płynącej w bliskiej odległości od kościoła św. Krzyża. Przebieg kanału zmieniał się jednak na przestrzeni lat. Trudno określić pierwotny bieg kanału, gdyż nie zachowały się żadne jego plany. Bieg kanału rozpoczynał się na łąkach przed stawem młyńskim między biskupim spichlerzem a granicą ziemi należącej do kolegiaty i uchodził do Pasłęki 100 metrów na zachód od obecnej lokalizacji kościoła. Kanał ten wyznaczał równocześnie granice gruntów miejskich. Jednak łąka, przez którą przebiegał kanał młyński, była terenem podmokłym i niewykluczone, że w przypadku podniesionego poziomu kanał w tym miejscu zmieniał swoje położenie. Nowy bieg kanału młyńskiego został wytyczony na krótko przed rokiem 1699. Różnił się od pierwotnego przebiegu, skręcając w końcowym biegu na wschód w kierunku ogrodów jezuickich i uchodził do Pasłęki w bezpośredniej bliskości niewielkiej drewnianej kaplicy pw. św. Krzyża. Służył on dodatkowo do zasilania w wodę wykopanych obok ogrodu stawów rybnych. W 1747 r., po rozbudowaniu kościoła św. Krzyża o zakrystię, zaobserwowano pęknięcia na murze. Przyczyny tego problemu doszukiwano się w bliskim sąsiedztwie nowego biegu kanału młyńskiego, który mógł osłabiać fundament budynku. Zdecydowano wówczas, że konieczna będzie zmiana przebiegu Czerwonego Rowu. Trzecie ujście kanału zostało ustanowione w 1750 roku – rzeczka biegnie przez teren przyklasztorny w odległości ok. 120 m na wschód od świątyni – i istnieje w tej lokalizacji do dziś. 
Obecnie Czerwony Rów wypływa z dużego kompleksu leśnego położonego na południe od Braniewa, odwadniając torfowisko wysokie. W środkowym biegu przepływa obok cmentarza komunalnego w Braniewie. W dolnym odcinku rzeka płynie w stosunkowo głębokiej dolinie erozyjnej, w przeważającej części zalesionej. Przy końcu ul. Długiej w Braniewie znajduje się niewielki zbiornik zaporowy (Jezioro Piekiełko) o powierzchni około 3 ha. Z tego rozlewiska wypływa dwoma, oddalonymi o 100 m kanałami – wschodnim i zachodnim. Przy kanale wschodnim znajdował się młyn wodny, którego koło poruszane było wodą spiętrzoną przez groblę. Kanał zachodni to Kanał Ulgi, który służył regulowaniu poziomu wody w stawie młyńskim przy pomocy jazu. Około 200 metrów na północ oba kanały łączą się ze sobą, tworząc jeden ciek wodny, przebiegający dalej łukiem przez podmokłe łąki. Kanał przepływa następnie przez środek ogrodów przykościelnych i uchodzi do Pasłęki. Kanał Ulgi był prawdopodobnie pierwotnym korytem, którym płynął Czerwony Rów przed powstaniem młyna. W wyniku budowy grobli, a następnie jazu, spiętrzono wodę w rzece sprawiając, że na płaskim terenie powstało szerokie rozlewisko w postaci stawu przepływowego. Równocześnie przekopano dodatkowy kanał, przy którym postawiono młyn. Po grobli przebiega współcześnie droga gminna prowadząca do miejscowości Podgórze. 
Podczas działań wojennych prowadzonych tu w okresie luty-marzec 1945 roku przez rozrytą pociskami drogę do Podgórza wyciekła woda ze stawu będącego siłą napędową młyna. Nowy zbiornik zaporowy powstał w tym samym miejscu ponownie dopiero w latach 60. XX w. Obydwa kanały zostały również zachowane. Jednak po młynie nie ma współcześnie żadnego śladu.
Dodatkowo miejsce ujścia Czerwonego Rowu do Pasłęki zapisało się na kartach historii w związku z utworzeniem przy nim nabrzeża rozładunkowego średniowiecznego portu w Braniewie. W zarządzeniu rady miejskiej z 1406 r. wymieniono cztery miejsca, w których powinno się wyładowywać towar ze statku po zapłaceniu cła palowego. Wśród nich wymieniony jest Czerwony Rów. W połowie XVII w. wzmiankowany był w tym miejscu spichlerz biskupi. Jeszcze w XX w. używano tego miejsca do załadunku bądź spławiania drewna.